# Ludwig Kessing

Ehrengrab Ludwig Kessings auf dem katholischen Friedhof in Essen-Kupferdreh.

Ludwig Kessing (* 14. August 1869 in Essen-Überruhr; † 24. Februar 1940 in Essen-Kupferdreh) war ein deutscher Bergarbeiter und Arbeiterdichter.

## Leben
Als Sohn eines Bergmannes besuchte Ludwig Kessing die Volksschule. Kessing, der zuletzt fließend die französische Sprache und auch etwas Englisch und Latein beherrschte, strebte eigentlich eine höhere Schulbildung an, weil er den Wunsch hatte zu studieren. Doch der Tod seines Vaters im Jahre 1882 und die sich daraus ergebende wirtschaftliche Not, sowie die Sorge für seine Geschwister, verhinderten eine seinen Neigungen entsprechende Berufswahl. So wurde er mit 14 Jahren wie sein Vater Bergmann. Nach 42 Jahren unter Tage war er Invalide.

## Geistiges Schaffen
Kessing bildete sich als Autodidakt weiter. Seit seinem 16. Lebensjahr verfasste er Gedichte. 1900 erschien sein erster Gedichtband im Selbstverlag. Nach dem Ersten Weltkrieg brachte er mehrere Bändchen heraus, die größere Beachtung fanden. Seine Gedichte sprechen vor allem von bergmännischen Standes- und Berufserlebnissen sowie dem Schicksal des Bergmannes vor Ort. Seine Dichtung ist durch eine starke religiöse Grundhaltung geprägt und bringt ein unerschütterliches Gottvertrauen zum Ausdruck. Kessing ist in seinen Werken ein Übermittler der katholischen Sozialethik um 1900, was auch in seiner aktiven Mitwirkung  in der Fortbildungsarbeit des Gewerkverein christlicher Bergarbeiter in den Jahrzehnten um die Jahrhundertwende zum Ausdruck kam. Als erster aus bergmännischer Tradition hervorgegangener rheinisch-westfälischer Dichter fand er mit seiner schriftstellerischen Arbeit breitere Anerkennung.

## Werke (Auswahl)
- Im Reiche der Kohlen – Ein Bergmannsgesangbuch, Selbstverlag, Steele 1900,
- Im Schatten der Schächte – Ein Knappenspiel in fünf Aufzügen (Drama), Verlag Fredebeul & Koenen, Essen 1923
- Auf zum Licht!  (Gedichte),  Westdeutsche Druckereigesellschaft, Essen 1924
- Haue und Harfe (Gedichte), Gewerkverein Christlicher, Bergarbeiter Deutschlands, Essen 1926
- Des Bergknappen Marienminne –  Ein bergmännisches Ave,  Verlag Laumann Dülmen i.W. 1927
- Schlagende Wetter – Ein Schauspiel aus dem Bergmannsleben in einem Vorspiel und drei Aufzügen (Drama), Verlag Vollmer,  Münster 1929:
- Wach auf! (Gedichte),  Hg. von W. Kessing, Verlag Grauthoff, Wattenscheid 1944
- Der Engel des Herrn – Mariengedichte,  Verlag Wolf (2. Auflage), Wanne-Eickel 1954
- Hütte und Heim (Gedichte), Verlag  Invalidenwerk, Bochum 1956,
- Männerruf, Männerwort! (Gedichte), Verlag Invalidenwerk, Bochum 1956

## Ehrungen
- In Essen sind die Kessingstraße, der Ludwig-Kessing-Park, die Ludwig-Kessing-Grundschule und das Ludwig-Kessing-Heim nach dem Sohn der Stadt benannt.
- Die Stadt Bochum hat den Kessingplatz nach dem Arbeiterdichter des Ruhrgebietes benannt.